# El Ksiba
El Ksiba (arabiska: القصيبة) är en stad i Marocko. Den ligger i provinsen Béni Mellal och regionen Béni Mellal-Khénifra, 180 km söder om huvudstaden Rabat. Antalet invånare var 20 001 vid folkräkningen 2014.